# 장웨이화

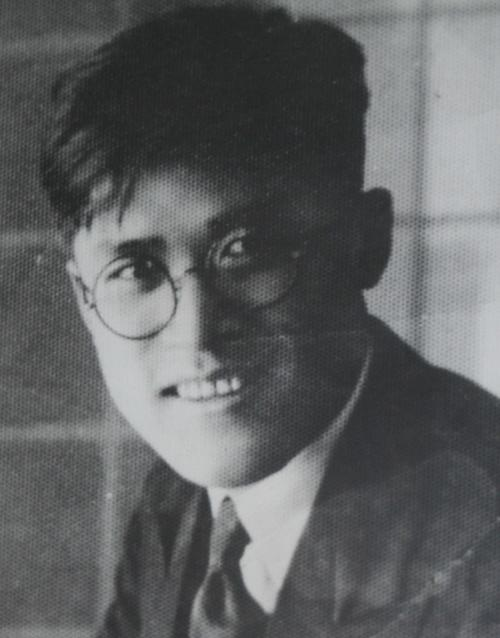
장웨이화 1937년

장웨이화(張蔚華, 1913년 2월 13일 - 1937년 11월 4일 / 10월 27일)는 중국 지린성 출신의 항일운동가, 공산주의자로, 김일성의 소학교, 중학교 동창이자 그의 절친한 친구였다. 다른 이름은 장야칭(張亞靑)이다.
1932년 중국공산당에 입당하고 동북항일연군 제2로군 지하사업단 대원으로 활동했으며 김일성의 동북항일연군에 여러 가지 비밀 지원을 하다가 발각, 체포되었으나 진술을 거부하고 자살하였다. 1948년 조선민주주의인민공화국 정부 수립 후, 김일성 주석을 대신하여 죽었다 하여 혁명열사로 추대하였다.

## 생애

### 소년 시절
장웨이화는 지린 성 퉁화 현 출신으로, 원적은 산둥성이라 한다. 지린성의 부호인 장만정의 아들로, 장만정은 김일성의 아버지 김형직의 동지였다. 장만정은 김형직이 학교를 설립하겠다고 하자 자금을 지원하였으며, 두 번이나 체포될 뻔했던 김형직을 자신의 집에 숨겨주었다고 한다. 장웨이화는 무송현 제1소학교에 재학 중 김일성(당시 이름 김성주)을 만났다.
장웨이화의 집안은 유복하였으며 지린 성에서 그의 아버지는 사진관을 경영하였다. 무송현 제1소학교와 지린 성 육문중학교 동창이기도 한 장웨이화는 소년 김성주의 절친한 친구가 되었다. 일설에 의하면 장웨이화는 김일성과 자주 어울리는 것을 본 할아버지의 반대로 육문중학교로 진학하지 못했다고도 한다.

### 공산주의 활동
1929년부터 공산주의 활동에 참가하였고, 1930년에는 일회용 소총 14정을 구입하여 김일성에게 보냈다. 1931년에는 소총 40정을 입수하여 김일성에게 보내주었다. 1932년 중국공산당에 입당하고 동북항일연군 제2로군 지하사업단 대원으로 활동하였다.
밀정의 밀고로 체포되기 전까지 김일성이 이끄는 조선인민혁명군에 대한 지원을 많이 해주었다. 김일성은 겨울이라 먹을 것도 입을 것도 없을 때 경호원 김산호를 파견하면서 어머니 강반석이 준 20원(당시의 중간크기의 소를 살 수 있는 돈, 50원이면 다 큰 황소를 살 수 있었다고 함)을 주면서
“무송의 장웨이화만 찾아가라 장웨이화만 찾아가면 해결될 것이다.”라고 하여 그렇게 김산호는 콩기름통 밑에 김일성의 편지를 숨겨가지고 일제경찰의 감시를 뚫고 무송 시내에 있던 그의 아버지 장만정의 사진관을 찾아왔다.
당시 그의 사진관에는 암실이 있는데 암실에서만 들어가서 이야기하면 아무 이야기도 들리지 않았다. 암실에서 김산호가 '내가 구할 수 없으니 옷을 만들 천을 좀 구해 달라'며 20원을 내놓았다. 장웨이화가 “20원이라는 돈은 적지만 성의가 여기 있지 않는가. 근심마시라 하라”며 직접 광목을 많이 준비하여 수레에 실어 보냈는데, 도중에 만주의 마적에게 빼앗겼다가 김일성이 부대를 보내 다시 찾아왔다. 장웨이화가 보낸 광목은 참나무와 가둑나무(신갈, 떡갈나무의 북한식 표현) 껍질을 삶아 물을 들여서 옷을 지어 아이들에게 입혔다 한다.

### 항일유격대 지원 활동
일제가 그렇게 통제하고 감시할 무렵 장웨이화는 비밀리에 많은 양의 솜, 신발, 양말, 내의, 천, 식량, 의약품과 사진까지도 구해서 사람을 통해 김일성이 싸우고 있는 밀림 속으로 연속 보내주었다.
북한의 주장과는 다소 차이가 있지만 장웨이화는 당시 김일성에게 이런 원호물품지원 외에도 거금 3백만 원을 보내서 김일성 등 산악 빨치산들은 아이들의 옷과 식량을 마련하는데 요긴하게 사용했다고 한다. 김일성의 지원 요청을 받은 지 1년도 채 안 된 기간에 이렇게 많은 지원을 해 준 것이다.

### 체포와 자결
만주국이 수립되자 그는 반 만주국 활동을 하였다. 그러나 그의 행적을 수상히 여긴 밀정이 잠입, 1937년 11월 4일(음력 10월 2일) 만주국 지린성 무송현에서 밀정의 고변으로 체포되었으나 자살하였다. 밀정의 밀고로 끌려간 뒤 일본군은 그에게 김일성의 행방을 추궁하였으나 그는 진술을 거부하고 자살했다고 한다. 사망 일자는 11월 4일 또는 10월 27일이라고 한다.
친구인 김일성은 그의 유족을 찾아 가족처럼 돌보았고, 김일성의 은신처를 밀고하지 않고 자결한 일로 후일 그는 북한에서 영웅으로 존경받게 되었다.

## 사후
그가 조직에 보낸 마지막 서신은 ‘일제가 김일성 장군 사령부를 찾고 있다. 시급히 사령부를 옮겨라’라는 편지였다고 한다. 장웨이화의 시신은 그의 집 근처에 매장되었고 집은 아들 장금천에 의해 정비된 뒤 장웨이화열사릉원이 조성되었다. 그의 집은 장웨이화 기념관으로 개관하였다.

## 가족
- 아버지 : 장만정
- 어머니 :
  - 여동생 :
- 부인 :
  - 장남 : 장금천(1933년 - )
  - 차남 :
  - 딸 : ?(1937년 - )

## 같이 보기
- 동북항일연군
- 중국공산당
- 김일성
- 김두봉
- 김책
- 최용건
- 저우 언라이
- 마오쩌둥